# Leptochilus occultus
Leptochilus occultus är en stekelart som beskrevs av Gusenleitner 2003. Leptochilus occultus ingår i släktet Leptochilus och familjen Eumenidae. Inga underarter finns listade i Catalogue of Life.